# Okręgowe rozgrywki w piłce nożnej woj. olsztyńskiego (1948)
Drużyny z województwa olsztyńskiego występujące w ligach centralnych i makroregionalnych:
- I liga - brak

Rozgrywki okręgowe:
- Klasa A (II poziom rozgrywkowy)
- Klasa B - 5 grup (III poziom rozgrywkowy)

W 1948 roku nastąpiło przejście na system jesień-wiosna, w związku z czym sezon 1948 został rozegrany wiosną i latem. 

## Klasa A
| Poz. | Klub                 | M  | Pkt. |
| ---- | -------------------- | -- | ---- |
| 1    | Gwardia Olsztyn (b)  | 10 | 14   |
| 2    | KKS Olsztyn (s)      | 10 | 13   |
| 3    | WKS/Grunwald Ostróda | 10 | 13   |
| 4    | Pocisk Olsztyn       | 10 | 7    |
| 5    | OKS Olsztyn          | 10 | 6    |
| 6    | ZZK Ostróda          | 10 | 3    |

### Klasa B
- zwycięzcy grup: Granica Kętrzyn, Szturm Mrągowo, Pocztowiec Olsztyn, Salwa Morąg i Strażnica Ostróda.
- turniej barażowy wygrała Granica Kętrzyn, jednak zrezygnowała z awansu, awansował Szturm Mrągowo.